# Шадреньгское сельское поселение
Ша́дреньгское сельское поселение или муниципальное образование «Ша́дреньгское» — муниципальное образование со статусом сельского поселения в Вельском муниципальном районе Архангельской области.
Соответствует административно-территориальной единице в Вельском районе — Шадреньгский сельсовет.
Административный центр — посёлок Шунема.

## География
Шадреньгское сельское поселение находится в центре Вельского района, к северу от Вельска. Крупнейшие реки — Вель, Шадреньга. Почти все населённые пункты муниципального образования располагаются по автомобильной дороге общего пользования регионального значения «К-002» Вельск-Хозьмино-Шабаново-Комсомольский. Протяжённость дороги по территории сельского поселения составляет 14 километров.
Граничит:
- на севере с муниципальным образованием «Пакшеньгское»
- на востоке с муниципальным образованием «Муравьёвское»
- на западе с муниципальным образованием «Хозьминское»
- на юге с муниципальным образованием «Усть-Вельское»

## История
Муниципальное образование было образовано в 2006 году.
В середине 60-х годов XX века на берегу реки Вель близ поселка Шунема во время строительства был найден клад Смутного времени в виде серебряных монет-чешуек, украшений и перстней-печаток в одном керамическом горшке. Отреставрирован в Санкт-Петербурге в 1990-х, и в настоящий момент экспонируется в коллекции Вельского районного краеведческого музея имени В. Ф. Кулакова.

## Население
| 2005 | 2010  | 2011  | 2012  | 2013 | 2014  | 2015 | 2016 | 2017 |
| ---- | ----- | ----- | ----- | ---- | ----- | ---- | ---- | ---- |
| 1236 | ↘1036 | ↘1033 | ↘1024 | ↘992 | ↗1003 | ↘991 | ↘974 | ↘965 |
| 2018 | 2019  | 2020  | 2021  | 2023 |       |      |      |      |
| ↗973 | ↘944  | ↗950  | ↘896  | ↘892 |       |      |      |      |

## Состав сельского поселения
В состав сельского поселения входят 10 населённых пунктов:
| №  | Населённый пункт | Тип населённого пункта          | Население |
| -- | ---------------- | ------------------------------- | --------- |
| 1  | Александровская  | деревня                         | ↘22       |
| 2  | Баламутовская    | деревня                         | ↘16       |
| 3  | Березник         | деревня                         | ↘59       |
| 4  | Березнинская     | деревня                         | ↘10       |
| 5  | Веснинская       | деревня                         | →2        |
| 6  | Леушинская       | деревня                         | ↘77       |
| 7  | Нефёдовская      | деревня                         | ↗52       |
| 8  | Семёновская      | деревня                         | ↘202      |
| 9  | Титовская        | деревня                         | ↘158      |
| 10 | Шунема           | посёлок, административный центр | ↘421      |

## Достопримечательности
- В деревне Березник на базе жилого дома Кубенина Вениамина Ильича (Курная изба) конца 18 века постройки организован филиал Вельского районного краеведческого музея имени В. Ф. Кулакова.
- Пожарная каланча в деревне Березник постройки конца 19 века, привезённая из деревни Кишерма.
- Ворота в ограде Шадренгского погоста. Каменные ворота сооружённые в середине 19 века вокруг утраченой ныне деревянной церкви Покрова Пресвятой Богородицы 1695 года постройки.[21]
- Памятники природы: «Коренский Бор», «Шунемский Бор», «Березниковский Бор».

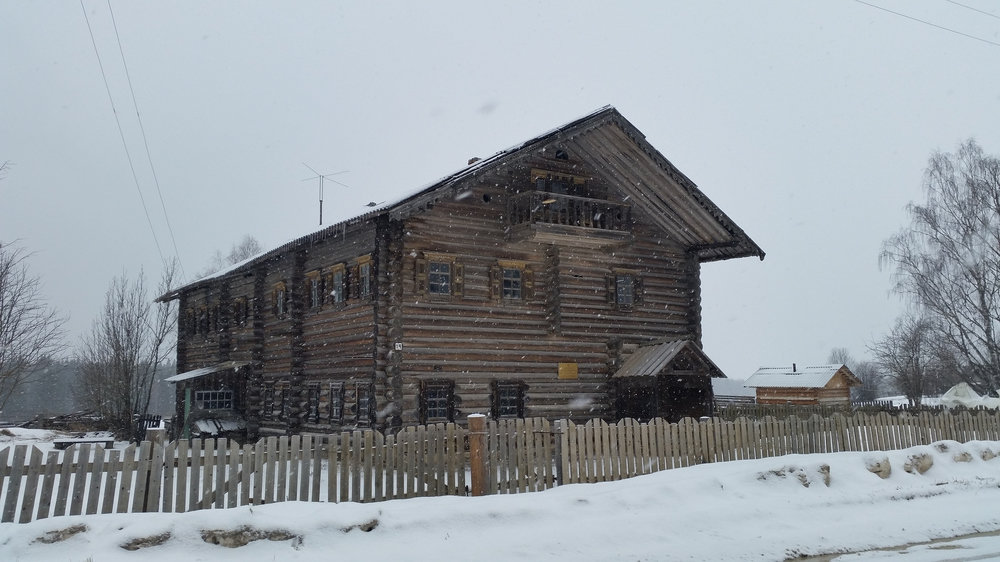
Курная Изба
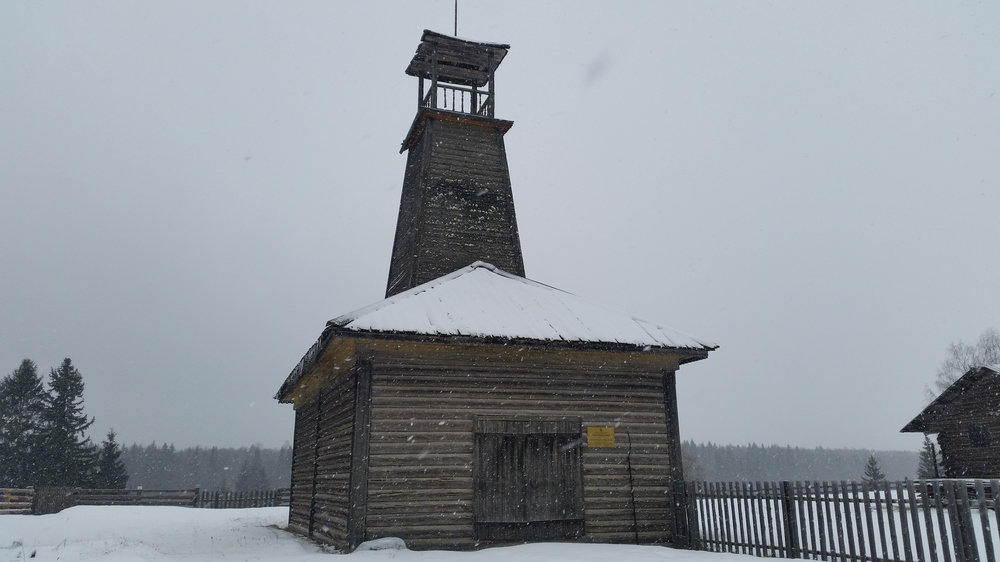
Пожарная каланча
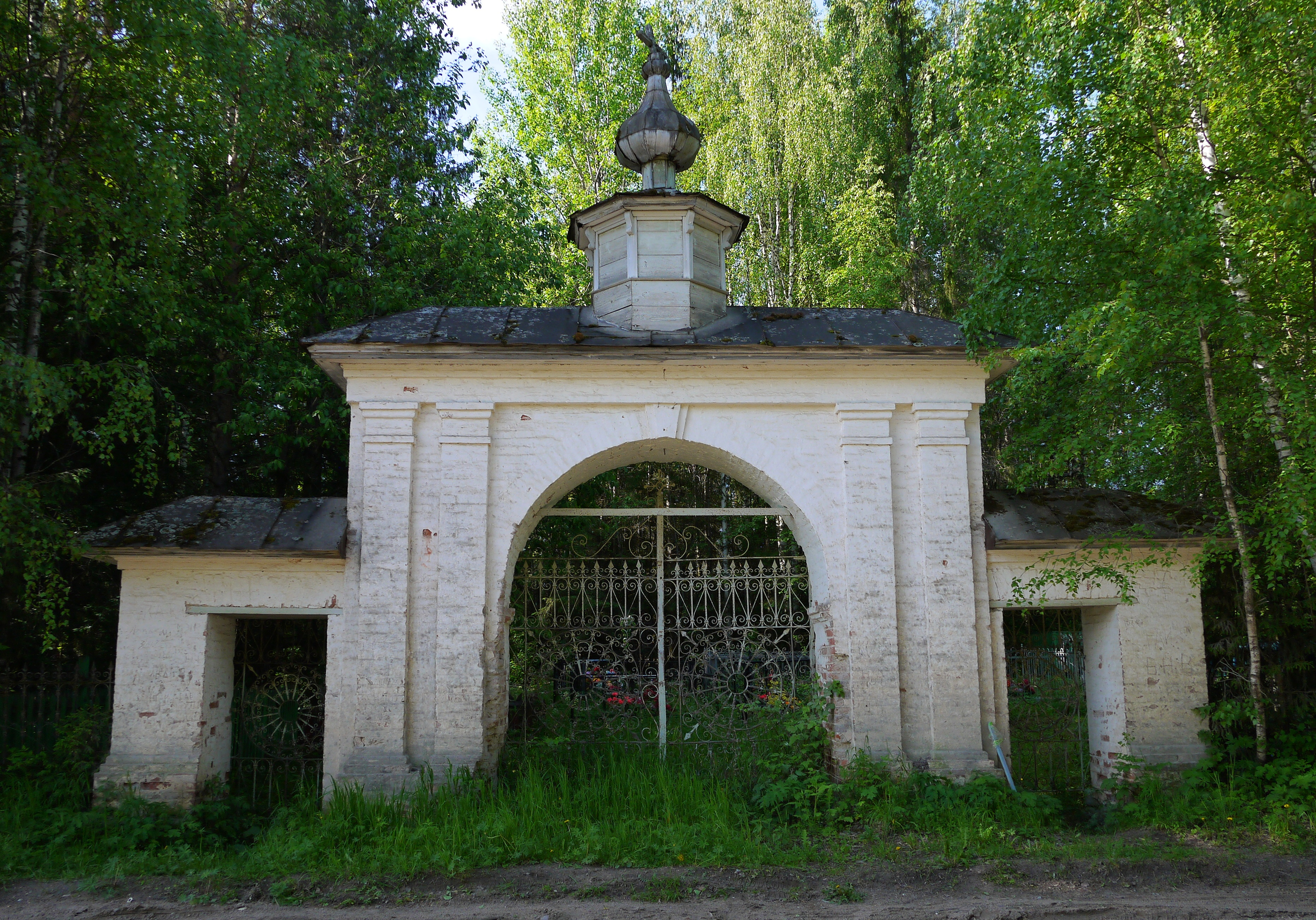
Ворота Шадреньгского погоста

### Законодательство
- Областной закон «О статусе и границах территорий муниципальных образований в Архангельской области» (текущая редакция от 15.02.2010, возможность просмотра всех промежуточных редакций), (первоначальная редакция от 2004 года)
- Археологические стоянки (Вельский район)
- Справочник административного деления Архангельской области в 1939—1945 годах (Подчинённые пункты Шадреньгского сельсовета Вельского района)